# SJ Y1
Y1은 디젤 액압식 단량 동차이다. 스웨덴의 칼마르 베르크스타드와 이탈리아 피아트에서 1979년부터 1981년까지 생산하였다. 스웨덴에서 사용된 후, 크로아티아, 노르웨이, 세르비아, 코소보 등으로 수출되었다.

## 제작
Y1은 이탈리아의 디젤 동차 ALn 668을 기반으로 한다. 이 디젤 동차는 1954년-1981년 사이에 만들어졌다. 총 12종의 변종이 있고, 787량 생산되었다. 스웨덴 철도에서는 인란스바난 등 노선에 투입하기 위한 단량 디젤 동차가 필요해서 피아트에서 이 동차를 수입하여 스웨덴의 기준에 맞게 개조하였다. 초기 물량은 이탈리아, 후기 물량은 스웨덴에서 생산하였고 총 100량이 생산되었다.
차량 중앙에는 화장실이 설치되어 있다. 피아트 생산분은 녹색, 스웨덴 생산분은 빨간색 의자가 설치되어 있다. 첫 25량에는 76석이 설치되어 있으나 차내가 비좁아지는 문제 때문에 이후 생산분은 68석이 설치되어 있다. 스웨덴 내륙 지역에 화물 수송을 하기 위해서, 추가 화물칸을 연결할 수 있는 전통적인 버퍼 및 핀 연결기를 설치하였다. 하지만 차량 출력 자체가 낮기 때문에 추가 화물칸을 연결해도 출력이 부족하여, Y1 중 12량은 화물칸을 설치하는 대신 48석의 좌석만 설치하였다. 이들은 YF1이라고 불린다.
1990년대에 이 차량에 대대적인 개조가 이루어졌다. 초기에 장착했던 피아트 엔진을 탈거하고 볼보 DH10 엔진(차량 당 2개, 각각 배기량 10000cc, 6행정 기관)을 설치하였다. 인란스바난에는 출고 당시 피아트 엔진이 달려 있는 개조되지 않은 Y1 1343이 있다. 차량 도색은 인란스바난 형태이다.

## 매각
현재 Y1은 생산된 지 매우 오래 되었고, 에어컨 및 장애인 보조 장치가 설치되어 있지 않다. 과거 Y1을 사용했던 구간은 이티노 차량으로 대차되고 있으며, 남은 Y1은 교통량이 적은 지역 철도 회사나 국외로 수출되고 있고, 일부 차량은 폐차되었다. 1996년부터 2001년까지 총 28량의 Y1 및 변형이 수출되었으며, 반베르케트에서는 Y1을 매입하여 회의용 차량 PMV 2000으로 개조하였다.

### 크로아티아
크로아티아로 수출된 차량은 7122라는 차호를 받았다. 1996년부터 스웨덴에서 중고 차량이 도착하였고, 현재 약 20량 정도 반입되었다. 과거 사용된 7221호 차량을 대차시키고 있다. 이스트리아, 달마티아, 벨로바르 지역에서 사용하고 있다.
크로아티아로 수출된 차량은 주황-검은색 도색을 그대로 사용했다가, 2007년 은색, 파랑, 빨강으로 다시 도색되었다.

### 세르비아
세르비아로 수출된 차량은 710이라는 차호를 받았다. 2005년부터 스웨덴에서 중고 차량이 도착하였다. 흰색, 파랑, 검은색으로 도색되었다.

### 노르웨이
노르게스 스타스바너(NSB)에서는 Y1 동차를 노르웨이 브라츠베르그바넨에서 운행하고 있다. 노르웨이식 이름이 붙지 않았고 원래 이름 Y1을 그대로 사용하고 있다. 노르웨이 철도의 빨간색으로 도색되어 있다.

### 코소보
2007년 Y1 4대(1281, 1304, 1306, 1313)가 코소보로 수출되었다. 이 차량은 프리슈티나 인근에서 운행되고 있다. 코소보로 수출된 차량은 01, 02, 03, 04로 번호를 다시 붙였지만 원래 번호가 아래에 쓰여 있다. 빨간색과 노란색으로 도색되어 있다.

## 사진

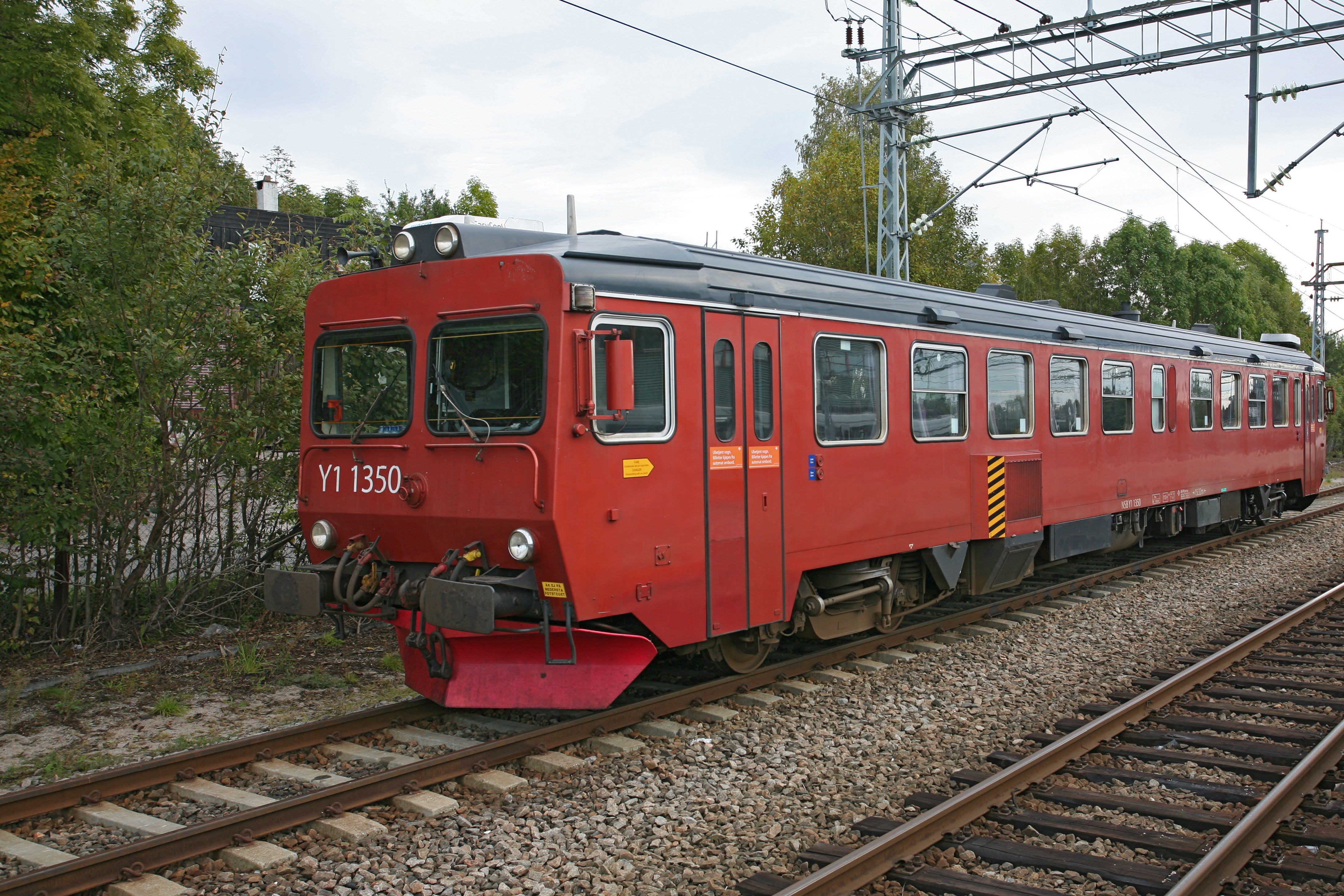
노르웨이에 있는 Y1 1350
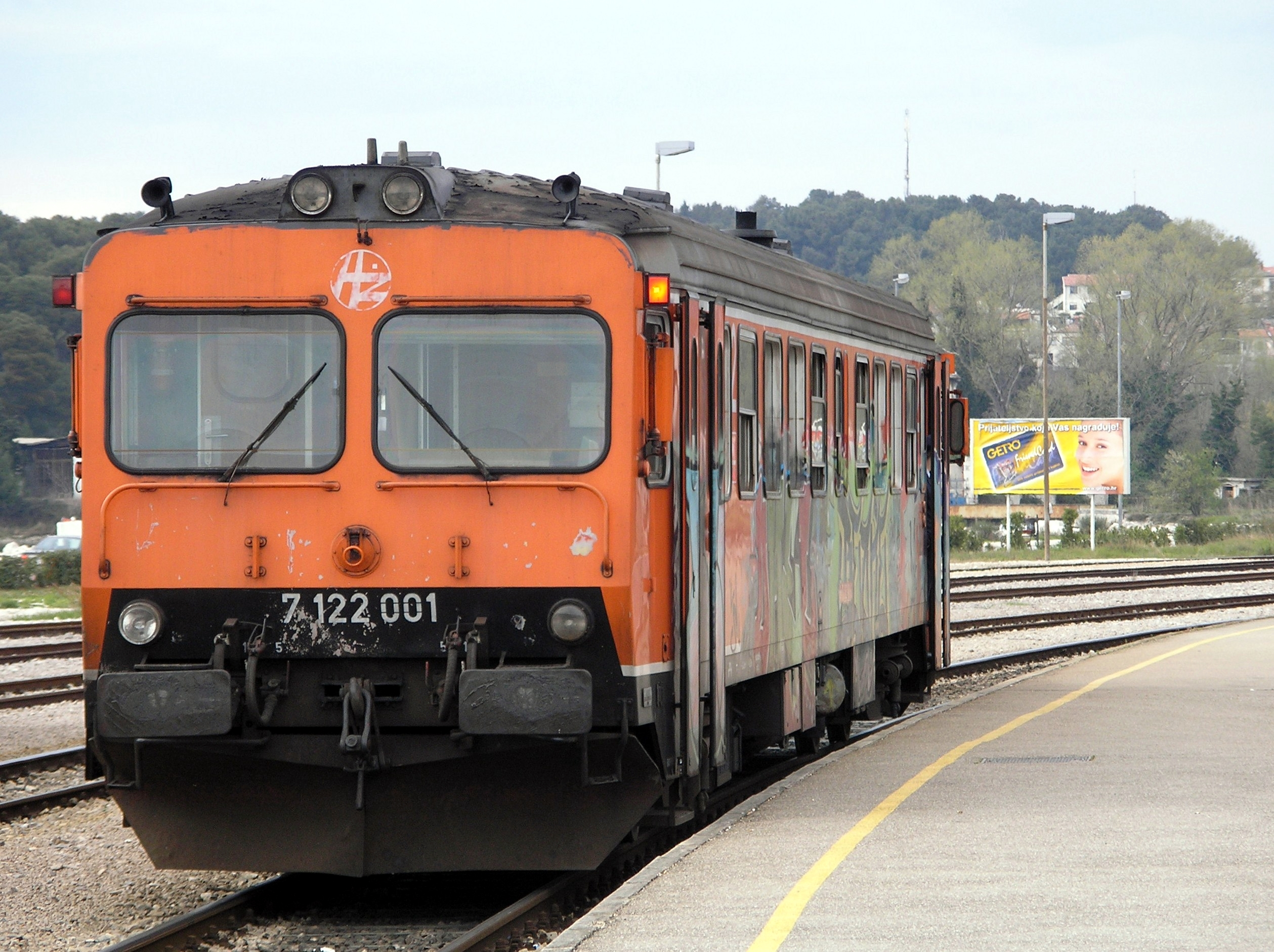
주황색 도색의 크로아티아 Y1
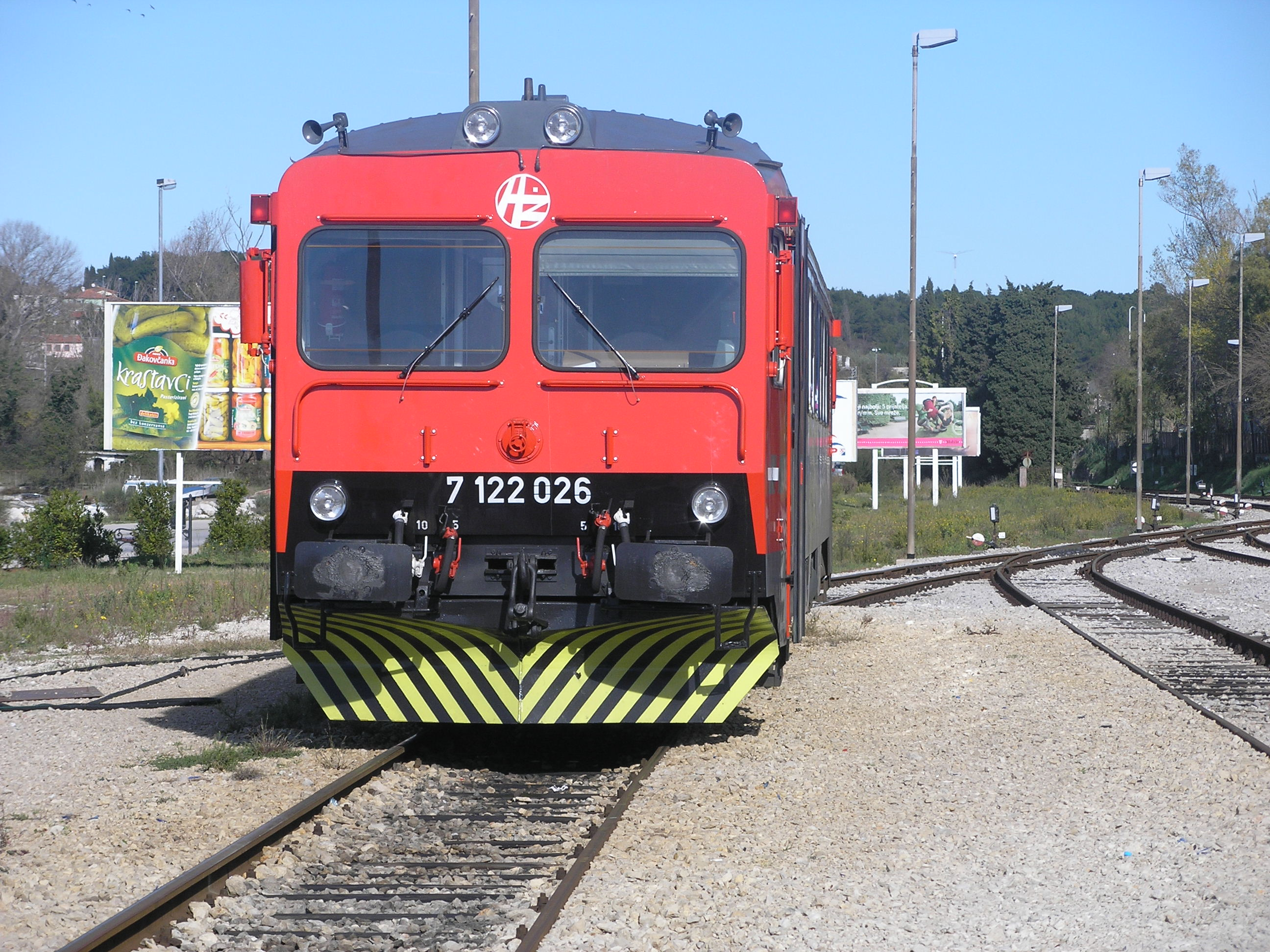
크로아티아 풀라에 있는 Y1
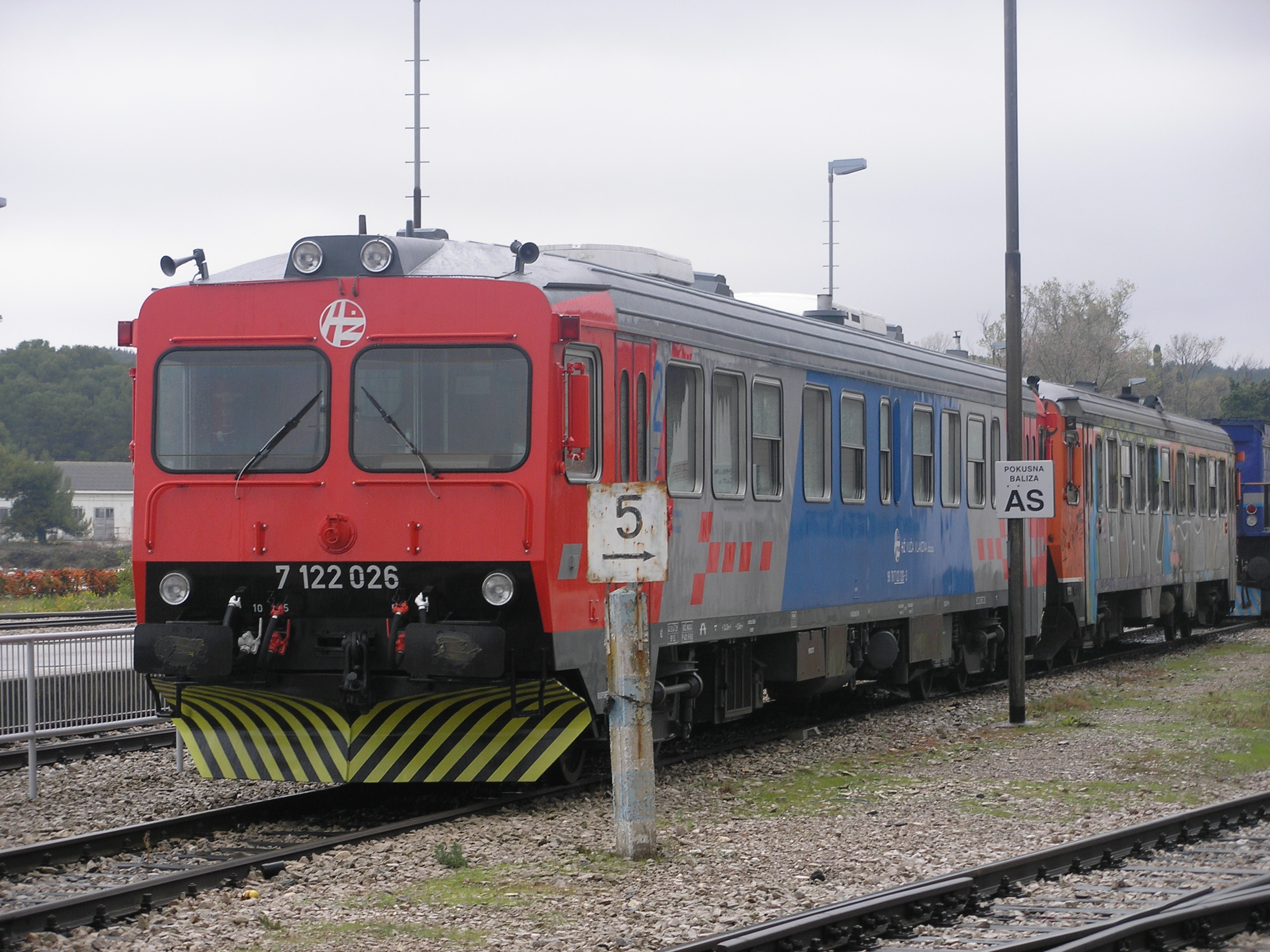
크로아티아 신도색이 되어 있는 중련 Y1
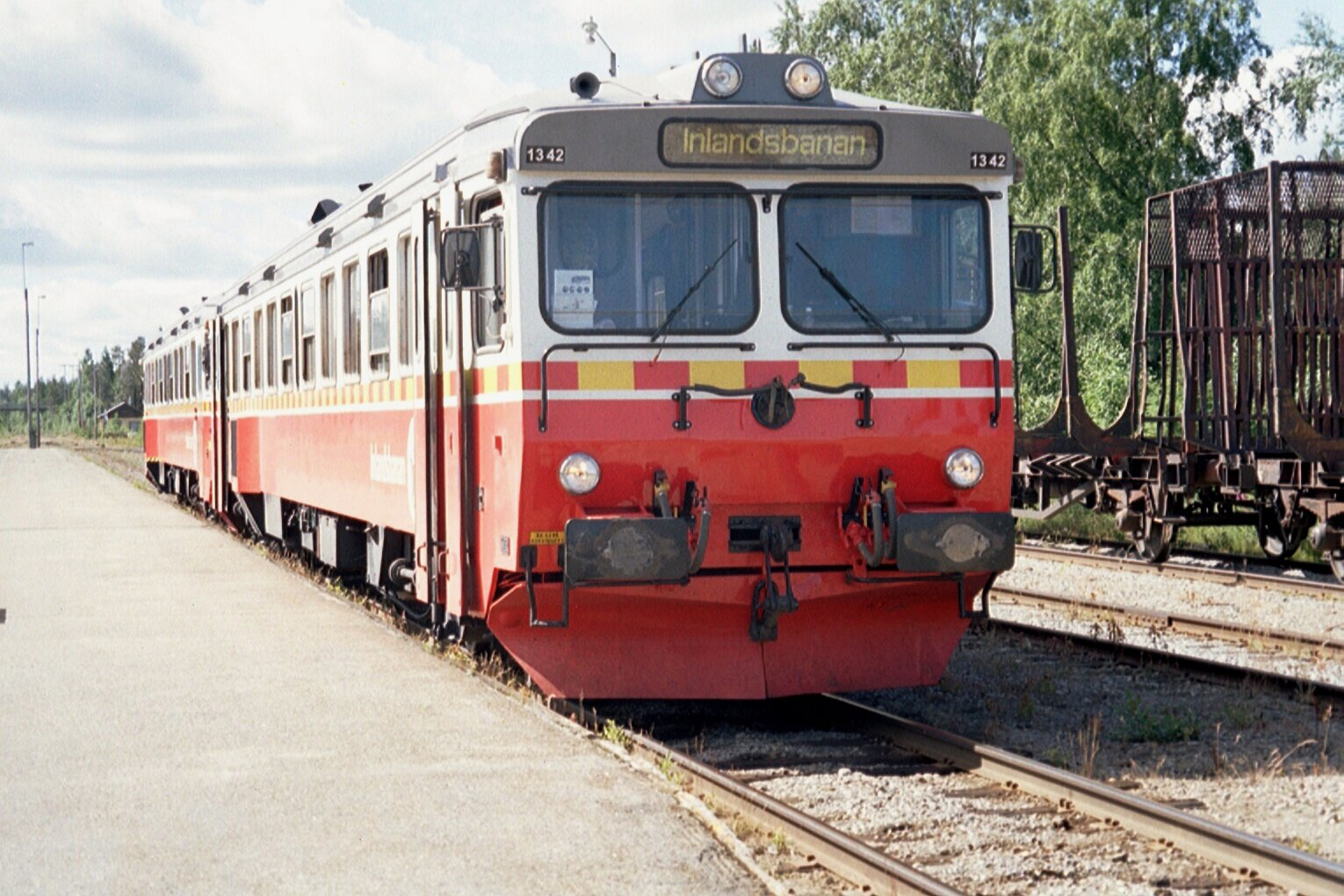
스웨덴 인란스바난의 외스테르순드에 있는 중련 Y1
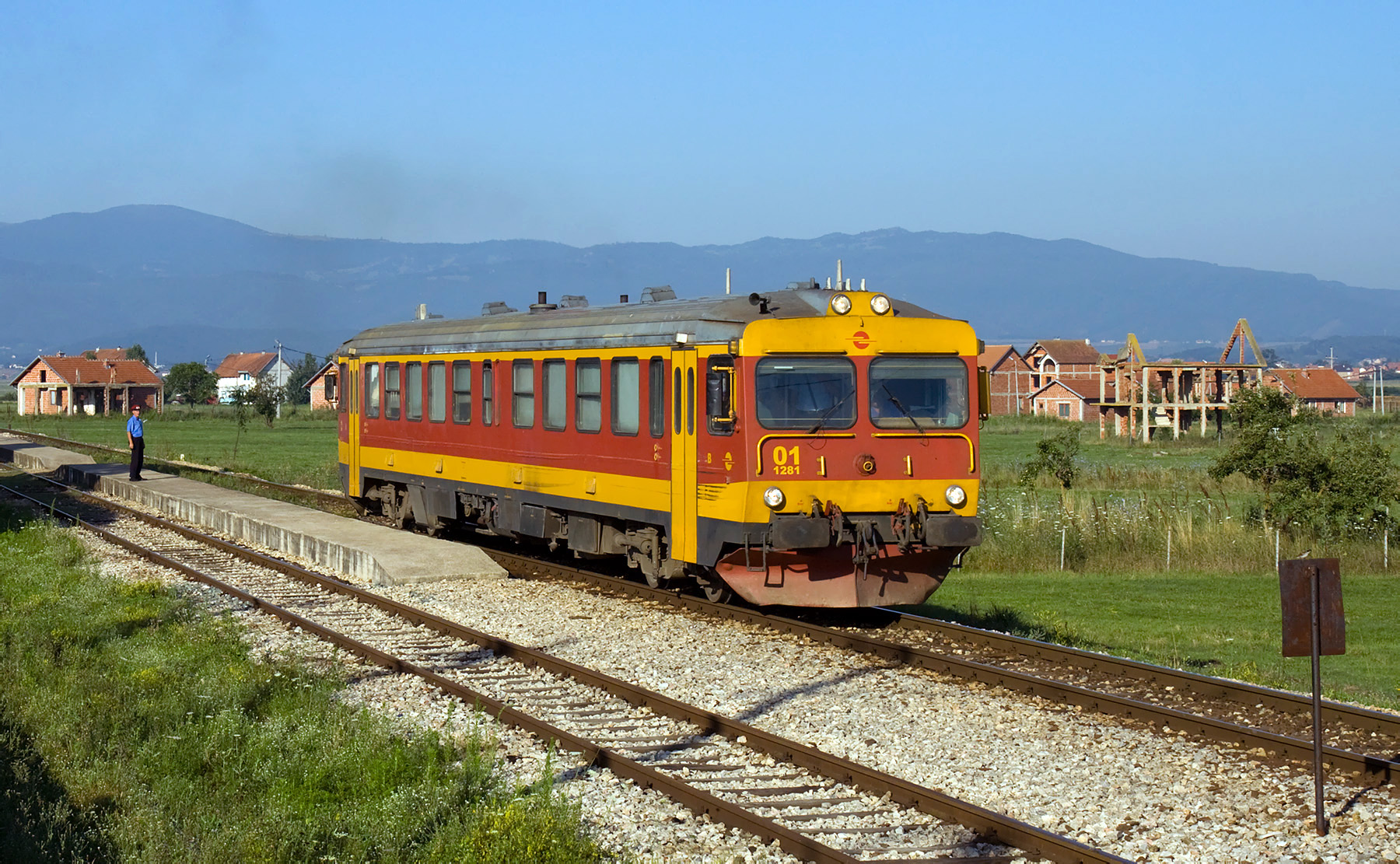
코소보에 있는 Y1 01(1281)